# Pavel Bugalo
Pavel Viktorovich Bugalo est un footballeur ouzbek né le 21 août 1974 à Tachkent.

## Biographie
Il reçoit 40 sélections avec l'équipe d'Ouzbékistan entre 1995 et 2007. 
Il participe avec l'équipe d'Ouzbékistan à la Coupe d'Asie des nations 1996, puis à la Coupe d'Asie des nations 2000, et enfin à la Coupe d'Asie des nations 2007. Il atteint les quarts de finale de cette compétition en 2007.
Il dispute 12 matchs comptant pour les tours préliminaires de la coupe du monde 1998.

## Clubs
- 1989-1990 : Pakhtakor Tachkent  Ouzbékistan
- 1991 : FK Chirchik  Ouzbékistan
- 1992-1999 : Pakhtakor Tachkent  Ouzbékistan
- 2000-2001 : FK Alania Vladikavkaz  Russie
- 2002-2004 : FC Astana  Kazakhstan
- 2005 : FC Zhetysu Taldykorgan  Kazakhstan
- 2006 : FC Ordabasy Chymkent  Kazakhstan
- 2007-2009 : FC Bunyodkor  Ouzbékistan
- 2010 : PFK Andijan  Ouzbékistan
- 2011-2013 : Lokomotiv Tachkent  Ouzbékistan
- 2014 : FC Bunyodkor  Ouzbékistan

## Palmarès
- Champion d'Ouzbékistan en 1992 et 1998 avec le Paxtakor Toshkent ; en 2008 et 2009 avec le Bunyodkor Toshkent
- Vainqueur de la Coupe d'Ouzbékistan en 1993, 1997 avec le Pakhtakor Tachkent ; en 2008 avec le Bunyodkor Toshkent
- Vainqueur de la Coupe du Kazakhstan en 2002 avec le Zhenis Astana